# 斎藤和夫 (陸上選手)
斎藤 和夫（さいとう かずお）は、日本の競歩選手・指導者。選手として日本選手権優勝7回などの成績を残し、オリンピック2大会出場（1964年東京・1968年メキシコシティー）。指導者としては郷里石川県が「競歩王国」と称される土台を築いたほか、日本陸上競技連盟の競歩強化部長も務めた。「国内競歩のパイオニア」「名指導者」と評される人物である。
苗字については「齋藤」と記されるほか、「斉藤」表記も多く見受けられるが、本記事では日本オリンピック委員会（JOC）や日本陸上競技連盟での表記に従い「斎藤」とする。

## 経歴
石川県出身。金沢市立工業高等学校卒業。倉庫精練に所属。
もとは長距離走の選手であったが、競歩に転向。1963年、日本陸上競技選手権大会50キロ競歩で初優勝。
1964年東京オリンピックに50km競歩で出場、25位の成績を残す。その後、日本大学に学生として所属。1968年の日本選手権50km競歩での4時間17分58秒6は、日本学生記録・日本記録となった。1968年メキシコシティーオリンピックに20km競歩と50km競歩の2種目で出場。20km競歩は途中棄権となったが、50km競歩では17位の成績をおさめた。高地トレーニングの不足を痛感したことが、競歩で高地合宿に取り組む契機になったという。所属はその後、扇興運輸となっている。
石川県津幡町で競歩の指導に当たる。石川県が競歩の盛んな県になったことには、斎藤の指導があるとされる。1980年代に日本陸上競技連盟の競歩強化部長に就任、競歩競技の強化を整えた:51。